# Велаяти, Али Акбар
Али Акбар Велаяти (перс. علی‌اکبر ولایتی‎; род. 24 июня 1945, Ростамабад, Шемиран) — иранский врач и политик. Министр иностранных дел Ирана при президентах Хаменеи и Рафсанджани, советник по международным делам Высшего руководителя Ирана, двукратный кандидат в президенты Ирана.

## Биография
Али Акбар Велаяти родился в 1945 году в Ростамабаде — одной из деревень, составляющих Шемиран. Окончив среднюю школу в Тегеране, поступил в 1964 году на медицинский факультет Тегеранского университета. Стажировался в области педиатрии в Детском медицинском центре Тегеранского университета, затем в области инфекционных заболеваний в университете Джонса Хопкинса (США). С 1961 года состоял во Втором Национальном фронте — на тот момент оппозиционной организации — и несколько раз попадал на допросы в службу безопасности Ирана САВАК (по его собственным словам, также подвергался пыткам). В 1963 году стал последователем имама Хомейни, расстался с Народным фронтом и стал активистом Исламской ассоциации врачей.
После победы Исламской революции Велаяти был назначен заместителем министра здравоохранения, а затем стал депутатом Исламского консульативного совета. В 1981 году он занял пост министра иностранных дел в кабинете президента Али Хаменеи и оставался в этой должности до 1997 года, в том числе и при сменившем Хаменеи Хашеми Рафсанджани. В бытность министром иностранных дел Велаяти вёл мирные переговоры с Ираком в 1988—1990 годах. Судебная система Германии связывала его имя (вместе с именами ряда других высокопоставленных иранских чиновников) с убийством курдских лидеров в Берлине в 1992 году, но официальные лица в Иране никогда не признавали этой связи. В 2006 году в Аргентине был также выдан ордер на арест Велаяти, экс-президента Рафсанджани и нескольких других иранских лидеров по обвинению в причастности к организации взрыва еврейского культурного центра в Буэнос-Айресе в 1994 году; на следующий год Интерпол подтвердил объявление иранских лидеров в международный розыск.
По окончании работы в министерстве иностранных дел Велаяти стал советником Высшего руководителя Ирана по международным вопросам. В своих публичных выступлениях он занимал в это время радикальную исламистскую и антизападную позицию, для которой были характерны жёсткие заявления в адрес США (в частности, в 2002 году Велаяти сравнил президента США Дж. У. Буша с Гитлером) и Израиля. В 2005 году Велаяти принимал участие в президентских выборах как беспартийный кандидат, но позже отказался от борьбы, заявив о поддержке кандидатуры аятоллы Хашеми. На следующий год он стал членом Стратегического совета по международным отношениям. Новую попытку избраться в президенты Велаяти предпринял на выборах 2013 года, в ходе предвыборной кампании критикуя внешнюю политику правительства Махмуда Ахмадинежада. Он закончил президентскую гонку на пятом месте. Вскоре после выборов Велаяти был назначен аятоллой Рафсанджани на пост председателя Центра стратегических исследований Совета целесообразности, сменив на этом посту ставшего президентом страны Хасана Рухани.

## Литературное творчество
Али Акбар Велаяти известен не только как политик, но и как писатель. Им изданы 35 книг (некоторые из них — «Исламская культура и цивилизация», «Имам Махди. Спаситель человечества», «Мудрец Омар Хайям» — переведены на русский язык). Велаяти занимает пост председателя Союза писателей Исламской республики Иран.